# Jardín Botánico del Hospital de Instrucción de las Armadas Clermont Tonnerre
El Jardín botánico del Hospital de Instrucción de las Armadas Clermont Tonnerre (en francés: Jardin botanique de l'Hôpital d'Instruction des Armées Clermont-Tonnerre) es un jardín botánico situado en los terrenos del antiguo hospital de la Armada, depende administrativamente de la municipalidad de Brest, Bretagne, Francia. 

## Localización
Jardin botanique de l'Hôpital d'Instruction des Armées Clermont-Tonnerre Rue du Colonel Fonferrier, Brest, Finistère, Bretagne, France-Francia.
Se encuentra abierto los fines de semana, la entrada es libre. 

## Historia
El jardín fue comenzado en 1688 por Desclouzeaux, Intendant de la Marine (Intendente de la Marina) en Brest, como un jardin des simples para las hierbas y las plantas medicinales en los terrenos del hospital naval real (establecido en 1684). 
Bajo supervisión del principal jardinero jefe Antoine Laurent (1744-1820) se desarrollaron rápidamente para convertirse en un adjunto importante al Jardin du Roi (ahora Jardin des Plantes) en París, gracias al clima suave de Brest que favoreció el cultivo de una gran variedad de plantas exóticas procedentes de todo el mundo. 
En el siglo XIX se había convertido en un jardín botánico importante, pero el lento decaimiento de su función médica original llevó a un declive progresivo. Los remanentes del jardín fueron destruidos casi totalmente en la Segunda Guerra Mundial, junto con el hospital aledaño, pero en los años siguientes el jardín ha sido restaurado gradualmente. 

## Colecciones
Actualmente las terrazas del jardín está abiertas al público nuevamente, y aun despliegan algunas de las accesiones presentes en el siglo XIX. 
El jardín se encuentra descrito en Actu Santé como conteniendo las palmeras chinas más antiguas en Europa, el mayor Ginkgo biloba en Europa, y excelentes especímenes de Camelias y Gunnera manicata. Los especímenes raros y de gran valor se encuentran identificados con placas.